# Le squelette merveilleux
Le squelette merveilleux è un film del 1904.